# Vincenzo Camilleri
Vincenzo Camilleri (Gela, Provincia de Caltanissetta, Italia, 6 de marzo de 1992) es un futbolista italiano. Se desempeña como defensa en el Imolese de la Serie C.

## Trayectoria

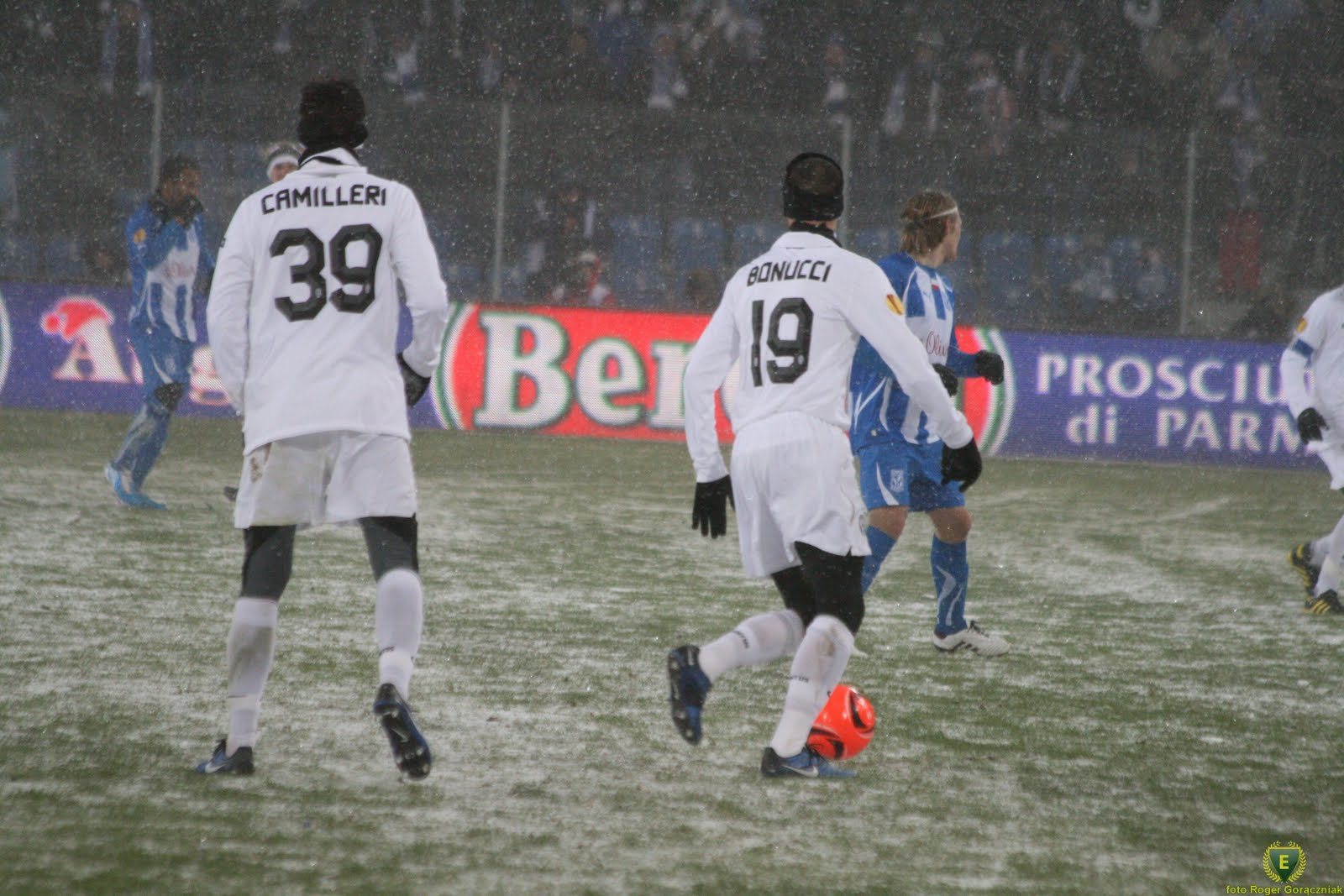
Camilleri (#39) y Leonardo Bonucci durante un encuentro de UEFA Europa League ante el Lech Poznań el 1 de diciembre de 2010.

Camilleri comenzó su carrera futbolística en las inferiores del Reggina, haciendo su debut con este equipo el 19 de diciembre de 2007 en un partido de la Copa Italia ante el Inter de Milán, entrando de cambio en el medio tiempo. En ese partido, El Inter se impuso por 4-1. Luego, en febrero de 2008, Camilleri enfrentó polémica al haber viajado a Inglaterra para negociar con el Chelsea FC. Finalmente en marzo de ese mismo año, luego de su cumpleaños #16, Camilleri fue contratado por el Chelsea. Como consecuencia, Camilleri recibió una sanción de 2 meses por parte de la Federación Italiana de Fútbol por incumplimiento de las normas de transferencia, luego de que sus padres no le pidieron permiso al Reggina para iniciar negociaciones con el Chelsea. La sanción aplicaba a partidos de fútbol en Italia en un principio, pero luego la Federación decidió suspenderlo indefinidamente de toda actividad futbolística con las selecciones juveniles de Italia (en ese entonces, Camilleri formaba parte de la Selección de Italia Sub-16 cuando fue contratado por el Chelsea FC). Sin embargo, Camilleri no logró establecerse en el Chelsea y a finales de enero del 2009 regresó al Reggina.
El 19 de abril de 2009, Camilleri hizo su debut con el Reggina en la Serie A ante el Atalanta BC, entrando de cambio por Luca Vigiani. Luego, el 31 de mayo de 2009, Camilleri debutó como titular en el empate a 1-1 entre su equipo y el AC Siena, en donde disputó 64 minutos antes de ser sustituido.
El 29 de agosto de 2010, Camilleri fue cedido en préstamo a la Juventus de Turín hasta el final de la temporada 2010-11, con opción de compra al finalizar la temporada. Además, en septiembre de 2010, Camilleri fue incluido en la plantilla que disputó la Liga Europea de la UEFA, utilizando el dorsal 39. Su debut con la Juventus en la competición fue el 1 de diciembre de 2010 en el empate a 1-1 ante el Lech Poznań, en donde Camilleri disputó los 90 minutos. Su segundo encuentro en la Europa League fue el 16 de diciembre de 2010 ante el Manchester City, luego de haber entrado de cambio en el minuto 56 por Miloš Krasić. En dicho partido, ambos equipos empataron a 1-1.

## Selección nacional
Camilleri ha sido internacional con la selección de Italia sub-16, sub-17 y sub-18. Con la Sub-17, Camilleri disputó el Campeonato Europeo sub-17 de 2009, logrando llegar hasta semifinales.

## Clubes
| Club                     | País       | Año           |
| ------------------------ | ---------- | ------------- |
| Reggina Calcio           | Italia     | 2007-2008     |
| Chelsea F. C.            | Inglaterra | 2008-2009     |
| Reggina Calcio           | Italia     | 2009-2015     |
| Juventus F. C. (Cedido)  | Italia     | 2010-2011     |
| FeralpiSalò (Cedido)     | Italia     | 2011-2012     |
| Cagliari Calcio (Cedido) | Italia     | 2012-2013     |
| S. S. Barletta (Cedido)  | Italia     | 2013-2014     |
| Brescia Calcio           | Italia     | 2015-2016     |
| Paganese Calcio          | Italia     | 2016-2017     |
| Teramo Calcio            | Italia     | 2017          |
| A. S. D. Sicula          | Italia     | 2017-2018     |
| Vibonese Calcio          | Italia     | 2018-2019     |
| Pistoiese                | Italia     | 2019-2021     |
| Viterbese (Cedido)       | Italia     | 2021          |
| Viterbese                | Italia     | 2021          |
| Lamezia Terme            | Italia     | 2021-2022     |
| ACR Messina              | Italia     | 2022-2023     |
| Imolese                  | Italia     | 2023-presente |